# Osa Johnson
Osa Johnson, nacida Osa Helen Leighty (Kansas, 14 de marzo de 1894 - Nueva York, 7 de enero de 1953 fue una aventurera, naturalista, escritora y fotógrafa estadounidense que ―junto al que fuera su primer marido, Martin Johnson (con quien se casó en 1910)― recorrió las Islas Salomón, Borneo y África filmando a los indígenas y la fauna salvaje de los lugares que visitaban.
Precursores del documental etnográfico. En 1915  hicieron el primer film sonoro realizado completamente en África, titulado Simba, basado en sus propias vivencias, que se estrenó en Nueva York.  Fueron los primeros en utilizar el aeroplano para filmar la vida salvaje y los primeros en filmar a tribus salvajes hostiles en los Mares del Sur y Borneo.
Buscando un espacio donde no hubieran llegado los safaris de caza descubrieron en el norte de Kenia, Lago Paraíso donde se instalaron fundando una verdadera ciudad con electricidad, agua y baño en las casas, tal y como lo describiría Osa en Cuatro Años en el Paraíso. Un aventura financiada por George Eastman dueño de la compañía Kodak. 
Viajó por última vez a África como asesora de El explorador perdido. Murió de un ataque al corazón el 7 de enero de 1953 con 59 años.

## Principales documentales
- Wonders of the Congo (1931)

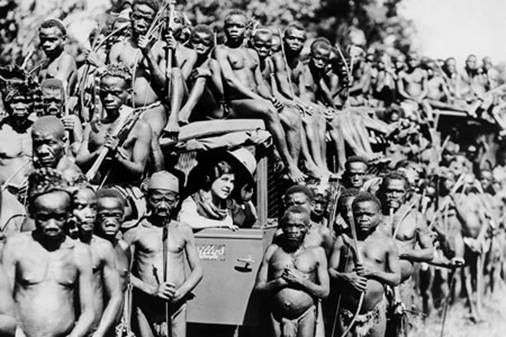
Osa con pigmeos mbuti en las selvas del Congo.

- Congorilla (1932);Filmada entera en el Congo; Estrenada el 7 de agosto de 1932
- Wings Over Africa (1934)
- Baboona (1935)
- Children of Africa: educational film (1937)
- Jungle Depths of Borneo (1937)
- Borneo (documental) (1937)
- Jungles Calling (1937)
- I Married Adventure (1940)
- African Paradise (1941)
- Tulagi and the Solomons (1943)
- Big Game Hunt (años 1950, para televisión)

## Principales libros
- "Jungle Babies" (1930)
- "Jungle Pets" (1932)
- "Osa Johnson's Jungle Friends" (1939)
- "I Married Adventure; The Lives and Adventures of Martin and Osa Johnson" (1940)
- "Pantaloons; Adventures of a Baby Elephant"; (941)
- "Four Years in Paradise" (1941)
- "Snowball; Adventures of a Young Gorilla" (1942)
- "Bride in the Solomons" (1944)
- "Tarnish; Adventures of a Young Lion" (1944)
- "Last Adventure; The Martin Johnsons in Borneo" (1966)
- "La aventura de mi vida" (2015)